# Calanques
Ne doit pas être confondu avec Calanques de Piana ou Côte Bleue.
Pour la forme de relief, voir Calanque.
Les Calanques, connues aussi sous l'appellation calanques de Marseille ou  calanques de Cassis ou encore massif des Calanques, sont constituées d'une succession d'anses et de criques s'étendant sur plus de vingt kilomètres de côtes sur la mer Méditerranée entre les quartiers marseillais de la Madrague de Montredon et des Goudes d'une part, et du cap Croisette à la calanque de Port-Miou, la seule à se situer sur le territoire de la ville de Cassis, d'autre part. Elles sont réparties sur le littoral du massif de Marseilleveyre et du mont Puget et intégrées dans le parc national des Calanques.
Les Calanques font partie des sites naturels les plus remarquables de France et sont une zone majeure de ressourcement pour près de 3 millions de visiteurs par an à terre et en mer mais aussi d'une réflexion sur leur accès, comme d'autres sites très populaires pouvant nécessiter une régulation des flux touristiques.
Le mot calanque (du provençal calanco) désigne une vallée creusée par une rivière, puis récupérée par la mer. Les calanques bénéficient de la protection du parc national des Calanques créé en avril 2012 et qui est le premier parc national périurbain d'Europe et le 3e au monde. Afin de réempoissonner les eaux, certaines zones du parc sont interdites à la pêche pour servir de nurseries naturelles.
Les innombrables fossiles incrustés dans le calcaire témoignent d'une histoire commencée il y a plusieurs centaines de millions d'années, par l'accumulation de sédiments au fond de la mer, puis par un soulèvement à l'ère tertiaire, époque de la formation des Alpes. L'érosion accentue les fractures, pour donner naissance au relief tourmenté que l'on observe aujourd'hui. La grotte Cosquer, située dans le massif, sous les eaux et devenue extrêmement difficile d'accès, témoigne de la durée d'occupation du site par les hommes.

## Géographie

### Situation, topographie

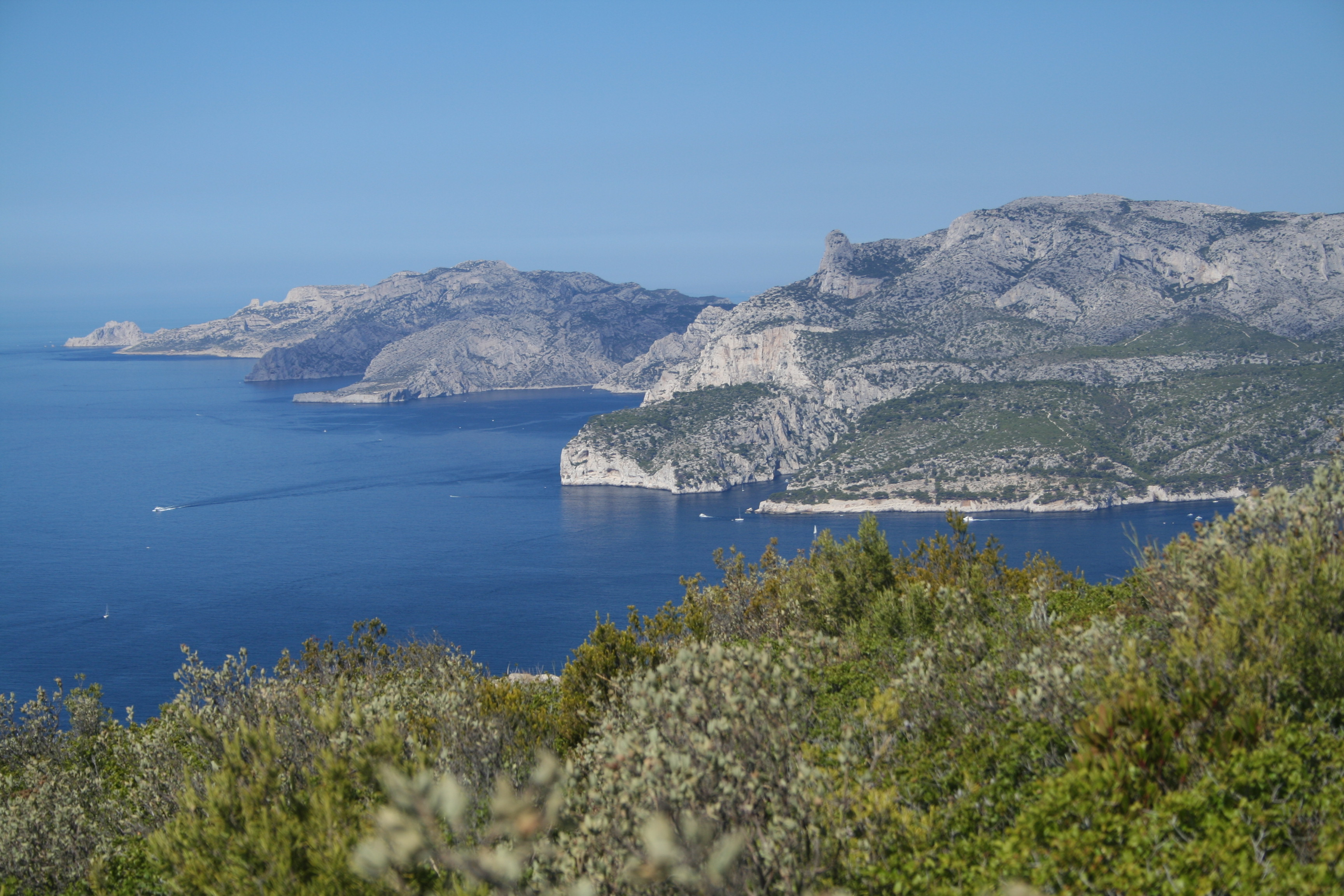
Paysage des calanques.

Les calanques sont creusées dans les massifs de Marseilleveyre (432 m) et du Puget (563 m), et les îles proches, sur les territoires communaux de Marseille pour l'essentiel et de Cassis (pour celle de Port-Miou).

#### Calanques continentales

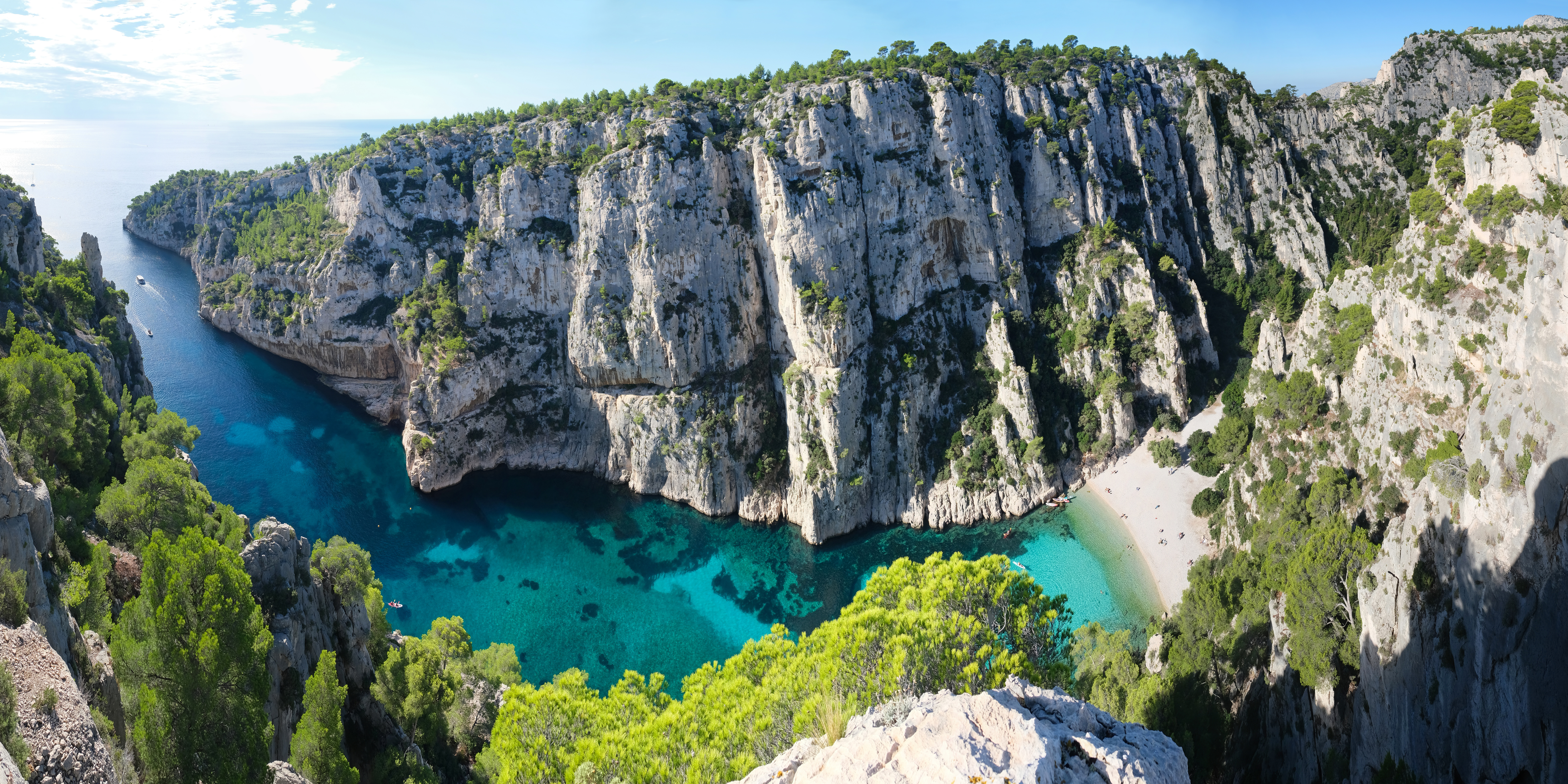
Calanque d'En-Vau.

Depuis la Madrague de Montredon jusqu'à Cassis, on dénombre 27 calanques :
- la calanque de Saména[8] : calanque mineure ;
- la calanque du Mauvais-Pas[9] : calanque mineure ;
- la calanque de l'Escalette[10] : calanque mineure ;
- la calanque Blanche[11] : calanque mineure ;
- la calanque des Trous[12] : calanque mineure ;
- la calanque de Callelongue : port, restaurant, centre de plongée UCPA ;
- la calanque de la Mounine : calanque étroite qui termine la vallée de la Mounine, derrière le col du Sémaphore ;
- la calanque de Marseilleveyre : bar-restaurant, centre de plongée, accessible à pied depuis Callelongue ;
- la calanque des Queyrons[13] : peu abritée, petite plage de galets, pierres plates et blocs tombés à la mer qui donnent leur nom à la calanque, queyrons signifiant parpaings ;
- la calanque de Podestat[14] : plage de galets ; sur le côté ouest les roches s'avancent jusqu'à une petite grotte ombragée ;
- la calanque de la Piade : calanque mineure ;
- la calanque du Livre : calanque mineure ;
- la calanque de l'Escu[15] : calanque mineure ;
- la calanque de la Mélette[16] : calanque mineure ;
- la calanque de Cortiou[17] : présence de l'émissaire de la station d'épuration des eaux usées de Marseille ;
- la calanque de Sormiou : village et petit port, accès en voiture restreint ;
- la calanque du Cancéou[18] : calanque mineure ;
- la calanque de la Triperie : à proximité, se trouve l'entrée sous-marine de la grotte Cosquer interdite d'accès ;
- la calanque de Morgiou : village et petit port, accès en voiture restreint ;
- la calanque de Sugiton : très fréquentée, « familiale », accessible à pied depuis le campus de Luminy, nécessitant une réservation pour y accéder en été ;
- la calanque des Pierres-Tombées[19] : site prisé des amateurs de naturisme ;
- la calanque de l'Œil de Verre : d'accès difficile, plutôt réservée aux randonneurs (le chemin a été débalisé pour dissuader les promeneurs inexpérimentés) ; la cheminée du Diable permettant l'accès au GR ainsi que le pas de l'œil de verre sont délicats ;
- la calanque du Devenson : protégée par des falaises d'une hauteur de 200 mètres, elle n'est accessible que par bateau, en rappel ou par le très difficile sentier de la corniche Paretti[20] ;
- la calanque de l'Eissadon : l'accès, difficile par voie terrestre, s'effectue en rappel pour descendre un ressaut pour accéder ensuite à un sentier très raide qui mène jusqu'au rivage encombré de blocs de rochers ;
- la calanque de l'Oule : vient du provençal oulo qui signifie « marmite ». Très encaissée entre des falaises qui peuvent atteindre 70 mètres de hauteur, elle n'est accessible que par voie maritime ;
- la calanque d'En-Vau : extrêmement fréquentée, en forme de fjord, plage de galets, site d'escalade renommé[21] ;
- la calanque de Port-Pin : accessible à pied depuis Cassis en 30 minutes de marche environ ;
- la calanque de Port-Miou : accès en voiture à proximité, ancienne carrière aménagée en port de plaisance, elle fait partie de la commune de Cassis. Très fréquentée, elle est la porte d'entrée Est du massif des Calanques.

#### Calanques maritimes
Sur Ratonneau :
- la calanque Saint-Estève ;
- la calanque de Ratonneau ;
- la calanque de Morgiret ;
- la calanque du Berger.

Sur Pomègues :
- la Grande calanque ;
- la calanque des Cambrettes.

Sur Riou :
- la calanque de Monastério ;
- la calanque de Fontagne ;
- la calanque de Boulegeade ;
- la calanque des Contrebandiers.

Sur Plane
- la calanque de Pouars.

#### Principaux sommets
Marseilleveyre :
- Sommet de Marseilleveyre (432 m)
- Tête de l'Homme Mort (396 m)

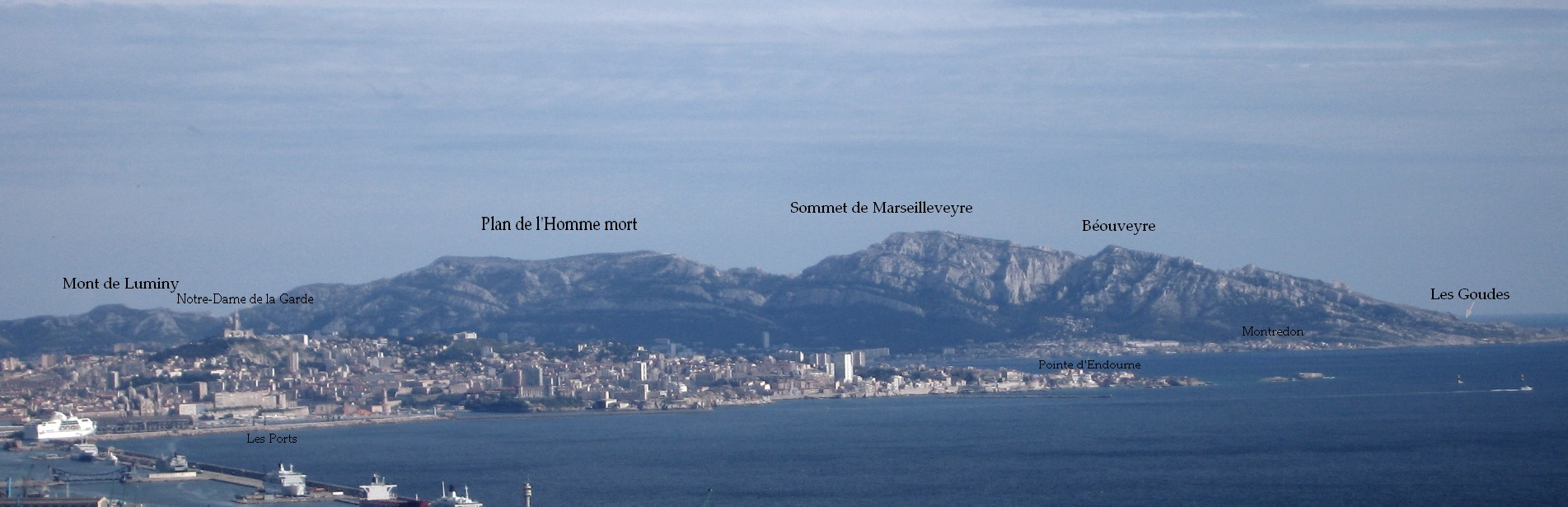
Versant nord du massif de Marseilleveyre.

- Rocher Saint-Michel (altitude 322 mètres)
- Rocher des Goudes
- Tête du Trou du Chat
- Béouveyre (366 m)
- Tête de la Mounine (385 m)
- Tête de la Mélette (362 m)

Puget :
- Mont Puget (563 m)[22]
- Cap Gros (509 m)
- La Grande Candelle (465 m)
- Sommet de la Gardiole (469 m)

Îles :
- Maïre (138 m)
- Riou (191 m)

### Géologie

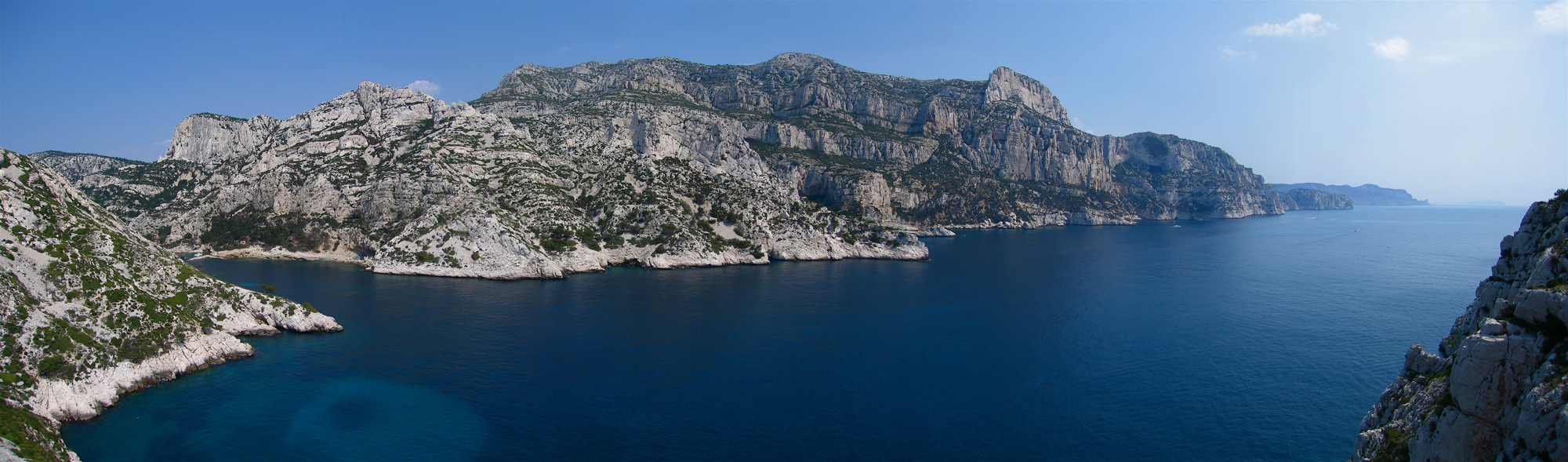
Panorama entre Morgiou et Sugiton : roche blanche (calcaire urgonien) et côte fortement découpée (calanques).

Le massif des Calanques est constitué de roches calcaires datant essentiellement du Mésozoïque (250 à 65 millions d'années). Cette roche sédimentaire s'est  formée dans le fond des mers du Jurassique et surtout du Crétacé, pendant des millions d'années, par l'accumulation de particules minérales et organiques compactées et cimentées entre elles sous la pression de l'eau et des couches récentes. Les fossiles d'organismes marins (algues, oursins...) témoignent de cette origine marine. Les roches ont ultérieurement émergé et subi des mouvements tectoniques de déformation horizontale, puis une longue période d'érosion qui a complètement aplani le relief. Vers 1,5 Ma, un dernier mouvement tectonique a surélevé toute la région, suivi d'une nouvelle période d'érosion,.
Le nord de Marseilleveyre et le massif de Carpiagne sont constitués des roches les plus anciennes (Jurassique). Dans la majorité du massif et des îles, on trouve le calcaire urgonien (blanc, constitué en mer tropicale peu profonde), mais aussi quelques zones de calcaire valanginien, datant du Crétacé.
À plus petite échelle, le découpage du littoral sous forme de dizaines de calanques a été causé par l'érosion des cours d'eau, creusant des vallons jusqu'au débouché à la mer, et aux variations ultérieures du niveau de la mer.
La roche calcaire très fissurée et des phénomènes karstiques ont formé un nombre important de grottes et cavités souterraines (Saint-Michel d'Eau douce), rivières souterraines (Port-Miou, Sugiton).

### Hydrographie
L'eau de mer y est souvent plus fraîche car les falaises tombent droit sous la mer sans réel plateau côtier et parce que de nombreuses sources d'eau douce s'écoulent dans la mer, sous sa surface, par un réseau souterrain qui recueille les eaux de ruissellement des montagnes (Marseilleveyre) et des plateaux (Carpiagne).
Toutes les côtes calcaires ont connu ce phénomène quand la mer est descendue de 135 m avant de remonter noyant les sources et les ruisseaux.
Ainsi, une rivière souterraine de débit important (de 5 à 7 m3/s) aboutit dans la calanque de Port-Miou à Cassis, presque au niveau de la mer ; elle semble provenir de la Sainte-Baume et serait alimentée par un aquifère de 1 000 km2 sous la Provence.
Un tel débit permettrait en théorie d'alimenter en eau potable plus d'un million de personnes. Dès l’Antiquité, cette source est connue (Pythéas en fait mention). Toutefois, les prélèvements effectués lors de plongées montrent que l'eau de la rivière est trop saumâtre pour être utilisée directement, même très en amont ; elle subit en effet des remontées d’eau de mer par des galeries du système karstique qui s'est formé très profond dans le calcaire, à l'époque de la crise de salinité messinienne entre −5 960 000 et −5 330 000, une « courte » période à l'échelle géologique pendant laquelle la Méditerranée s'est asséchée. L'eau contient en outre de faibles traces de boues rouges (issues du traitement de la bauxite) rejetées à 300 m de profondeur au large de la baie de Cassis.
Une autre source karstique aboutit à quelques décimètres sous l'eau de la plage du Bestouan (à la sortie ouest de Cassis), rendant l'eau de cette plage extrêmement froide même au cœur de l'été, ce qui surprend les visiteurs ne s'attendant pas à trouver la Méditerranée à cette température.

### Climat
Le climat est un climat méditerranéen, avec une aridité forte, l'essentiel de l'humidité provenant de l'évaporation marine et de pluies d'automne et d'hiver, fortes mais séparées par de longs épisodes de sécheresse et ne profitant que très partiellement à la végétation à cause du ruissellement.
La moyenne de la pluviosité est de l’ordre de 600 mm par an et le cap Croisette, point d'entrée des Calanques au sud de Marseille, avec 360 mm en moyenne, est la zone la plus aride de France. La violence de certaines précipitations est extrême : ainsi Météo-France a relevé le 1er décembre 2003 une hauteur d'eau de 218 mm à Marseille et 235 mm à Cassis pour une pluie n'ayant duré que deux heures ; à comparer avec les 100 mm relevés par Météo France lors de l'orage du 17 mai 1971 sur la Dordogne, considéré comme remarquable.
Des températures élevées avec de très fortes variations de vents, mistral et vent du nord-ouest représentent 43 % des jours ventés et ceci a une grande implication sur l’évaporation et en particulier, au niveau du littoral.
Dans la zone marine, ces vents induisent des courants très forts et des remontées d’eaux profondes et lorsque le mistral a soufflé, on peut avoir en fonction des remontées d’eaux profondes, des variations de températures qui peuvent baisser en quelques heures de 23−25 °C à 13−15 °C, température des eaux profondes de la Méditerranée. Mais ce sont aussi ces remontées d’eaux profondes qui enrichissent la zone en minéraux et qui permettent une biodiversité qui peut assez bien se développer.

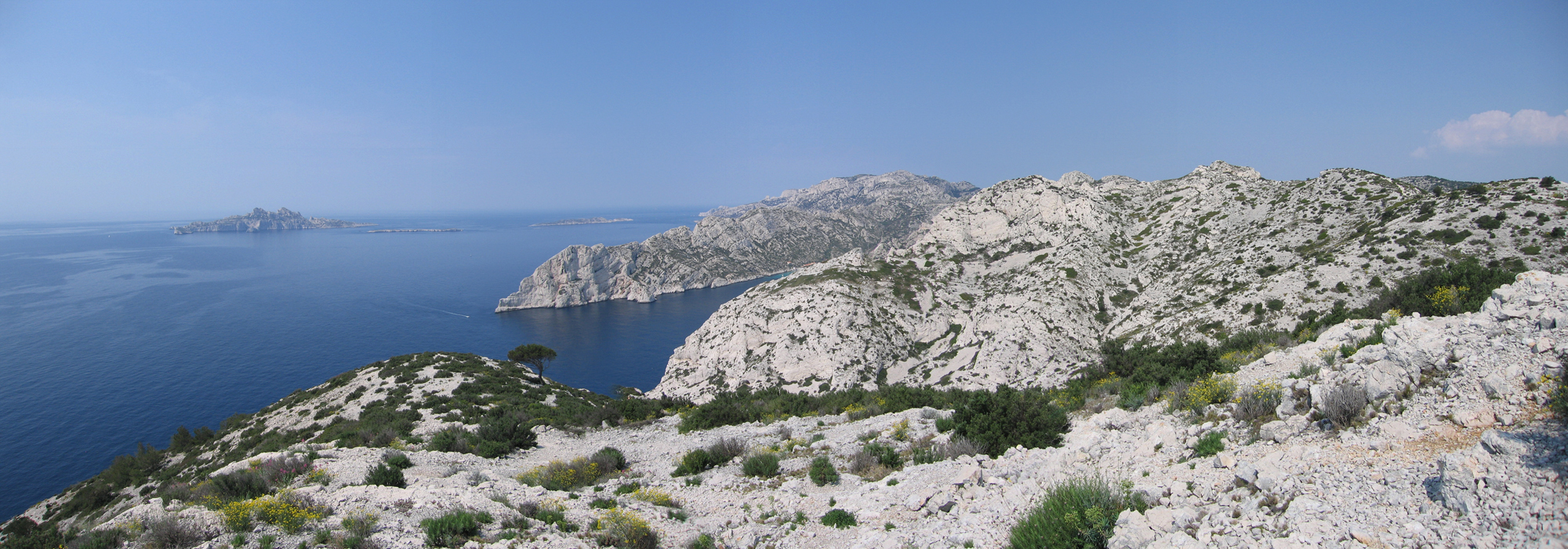
Panorama de la calanque de Sormiou. Au fond à gauche, l'île de Riou.

### Flore
Le massif des Calanques constitue un écosystème particulier. Le sol y est quasi inexistant, les falaises calcaires prolongées d'éboulis sont parcourues de très nombreuses failles et fissures dans lesquelles s'ancrent les racines des végétaux.
Cette xéricité associée aux embruns salés conditionne la subsistance d'une végétation adaptée : bruyère multiflore erica, coussins épineux de l'astragale de Marseille, laurier-tin, chêne kermès, salsepareille, pin d'Alep et genévrier accompagnent des espèces endémiques comme la fougère scolopendre ou l’herbe à Gouffé, qui est quasiment un des symboles des Calanques.
Au total, on peut considérer que 83 espèces sont soit protégées nationalement ou régionalement, soit inscrites sur la liste des espèces menacées.
L'inventaire des habitats qui a été effectué dans le cadre des études de Natura 2000 recense vingt six habitats naturels auxquels il faut ajouter quarante habitats mixtes. Il y a quatre grands ensembles, les habitats rocheux avec les falaises et les éboulis, les habitats forestiers avec pinède climaciques, les habitats ouverts que sont les pelouses et les garrigues ainsi que les habitats littoraux. Il existe un cinquième ensemble d’habitats dont vous ne verrez pas d’images, strictement lié aux sources. Sa surface est très limitée, ce sont les habitats humides, ils sont rares et il faut donc les protéger très fortement.

### Faune

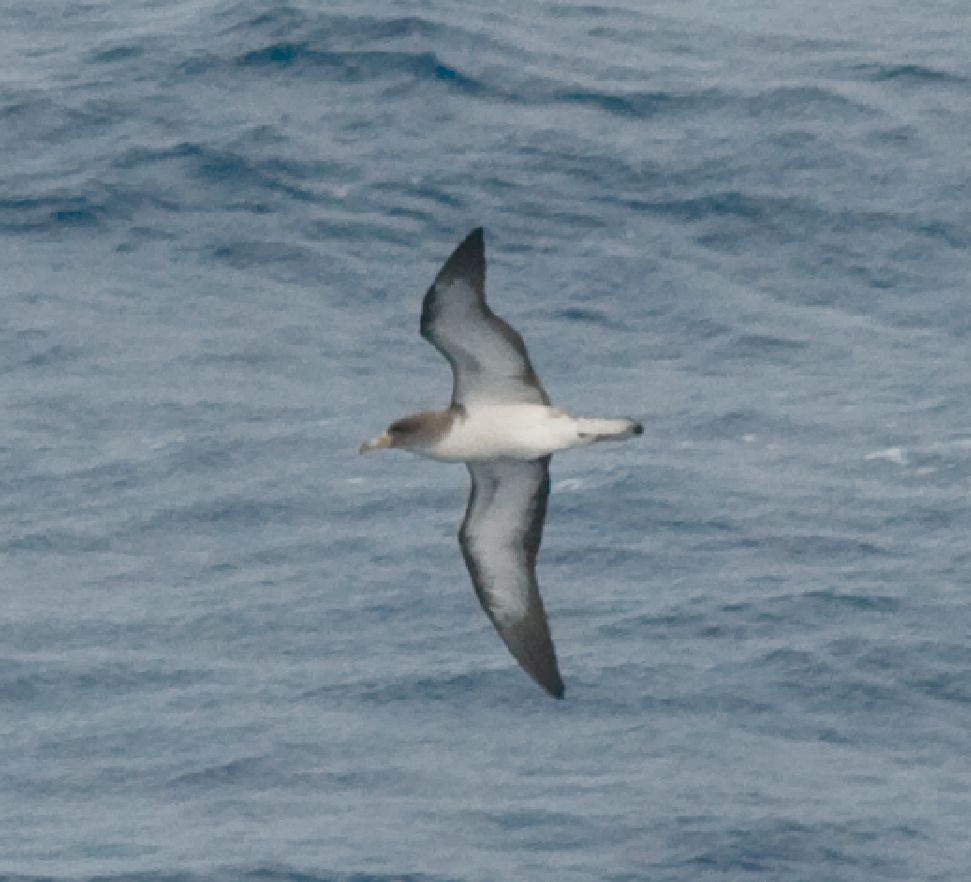
Un Puffin cendré.

La faune des Calanques est soit adaptée, le plus souvent et en particulier pour les insectes, soit relique comme l'aigle de Bonelli. Les oiseaux nicheurs sont remarquables et le massif abrite un très fort pourcentage d’oiseaux marins puisque 30 % de la population des Puffins cendrés et des Océanites tempêtes de France se trouvent dans ce massif, ainsi que 10 % des Puffins de Méditerranée.
Pour les invertébrés, qui sont très bien adaptés au milieu, il s'agit soit de coléoptères comme le grand capricorne qui ont des élytres qui les protègent de la dessiccation, soit de lépidoptères (papillons et surtout micros papillons).

## Histoire

### Préhistoire

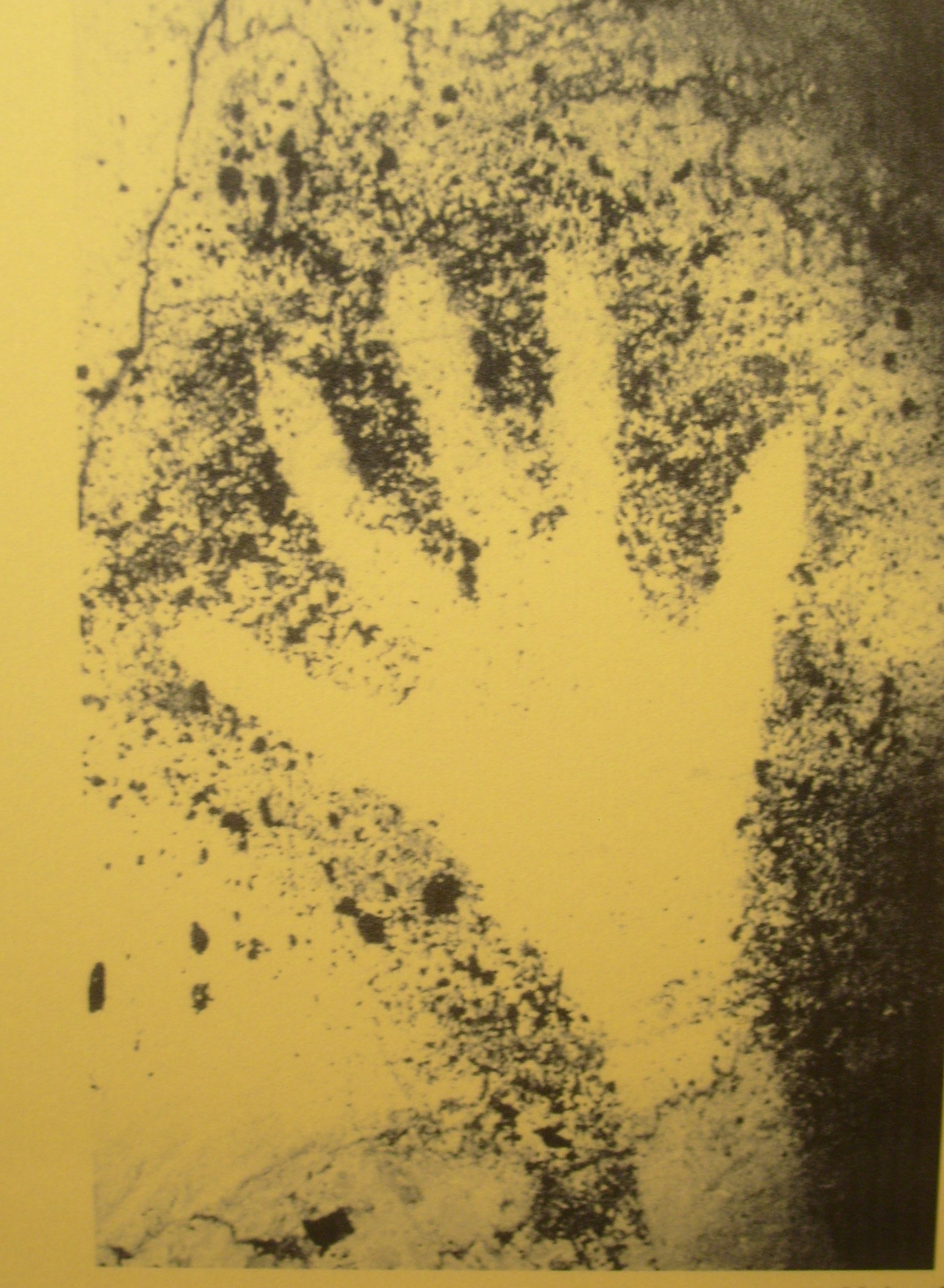
Main négative, 27000 ans BP, grotte Cosquer.

Si les traces archéologiques sont rares, la présence de l'homme est certaine sur l'actuel littoral marseillais, du Paléolithique inférieur (1,5 million à 100 000 ans BP) jusqu'au Néolithique.
La grotte des Trémies révèle les plus anciennes traces humaines dans les Calanques, rattachées à la culture de l'homme de Néandertal : un foyer « pré-moustérien » (probablement avant 300 000 ans BP), avec des traces d'habitat, des silex et outils taillés par petits éclats,.
La grotte Cosquer est située au-dessus du niveau de la mer, sous la pointe de Morgiou. Elle a révélé des mains négatives vieilles de 27 000 ans. Des peintures et sculptures ultérieures, et quelques outils (lampe), sont datées de 18 000 ans (époque du Solutréen). Ces hommes vivant de chasse, pêche et cueillette, étaient installés aux pieds des falaises, alors que le niveau de la mer était plus bas et le littoral éloigné d'une quinzaine de kilomètres. 
Les figures préhistoriques représentent des chevaux, bouquetins, chamois, bisons, aurochs, cerfs, antilopes, félin mais aussi quelques espèces marines dont le pingouin et le phoque, qui témoignent du climat extrêmement froid lors la dernière période glaciaire. L'entrée, aujourd'hui située à 37 mètres de fond, était située à près de cent mètres au-dessus du niveau de la mer à l'époque où les dessins et empreintes furent exécutés, pendant la régression marine provoquée par la dernière glaciation.
Les traces sont plus nombreuses pour les époques plus récentes. L'abri du Puits de Sormiou a révélé des outils magdaléniens. Sur l'île de Riou, des traces d'habitation humaine (poterie, outils, coquillages) datées d'environ 8 000 ans (Néolithique) attestent de l'occupation du site, qui à cette époque formait encore une presqu'île reliée au massif de Marseilleveyre. Les hommes y vivaient principalement de la pêche. Avec la montée du niveau de la mer, le massif du Riou cesse d'être accessible à pied à l'âge du bronze (vers 2000 av. J.-C.).

### Antiquité
Avant l'arrivée des Phocéens, la région est occupée précédemment par la tribu des Segobriges du peuple des Ligures. Aucune trace de leur présence n'a été découverte dans les Calanques, mais des ruines attestent de leur présence en bordure du massif au Ier millénaire av. J.-C. : oppidum Baou Redoun et Baou de Saint-Marcel. Des éléments archéologiques témoignent aussi de la fréquentation de l'île de Riou par des marins ligures et étrusques.
Avec les activités de pêche et de commerce du port antique de Marseille (fondé vers 600 av. J.-C.), de nombreux bateaux naviguaient le long des côtes des Calanques, comme l'attestent les épaves antiques retrouvées sur le littoral. Des carrières étaient exploitées pour la construction des routes romaines et bâtiments, à l'exemple de Port-Miou pour l'extraction de la « pierre de Cassis ». Certains vallons étaient aménagés en exploitations agricoles, fournissant principalement des céréales, mais aussi des fruits, de l'huile (olive) et du vin.

### Moyen Âge et Époque moderne
De l'Antiquité à l'Époque moderne, les Calanques sont principalement exploitées pour des activités agricoles et pastorales. Des domaines agricoles importants (comme Luminy) datent peut-être de l'Antiquité. On y cultive des céréales, des légumes supportant la sécheresse (pois), des arbres fruitiers (amandier, olivier) et la vigne.
De nombreux éleveurs faisaient paître des troupeaux, sur les terres et l'île de Riou (dite « l'île aux Chèvres ») et ont certainement contribué à la déforestation du massif et des îles, en incendiant les espaces forestiers pour favoriser les étendues herbeuses (brûlage pastoral). Des vestiges de bergeries attestent de ces anciennes activités.
La pêche et le façonnage du corail, attestés dès l'Antiquité, continuent au Moyen Âge. Les faucons pèlerin de l'île du Riou étaient capturés pour être revendus pour la chasse au vol.
Vers 1300 des tours de vigie sont construites dans les Calanques, afin de signaler dans la cité la présence de pirates (Sarrasins, Aragonais) : sommet de Marseilleveyre, Maïre, Riou, etc.

### Époque contemporaine

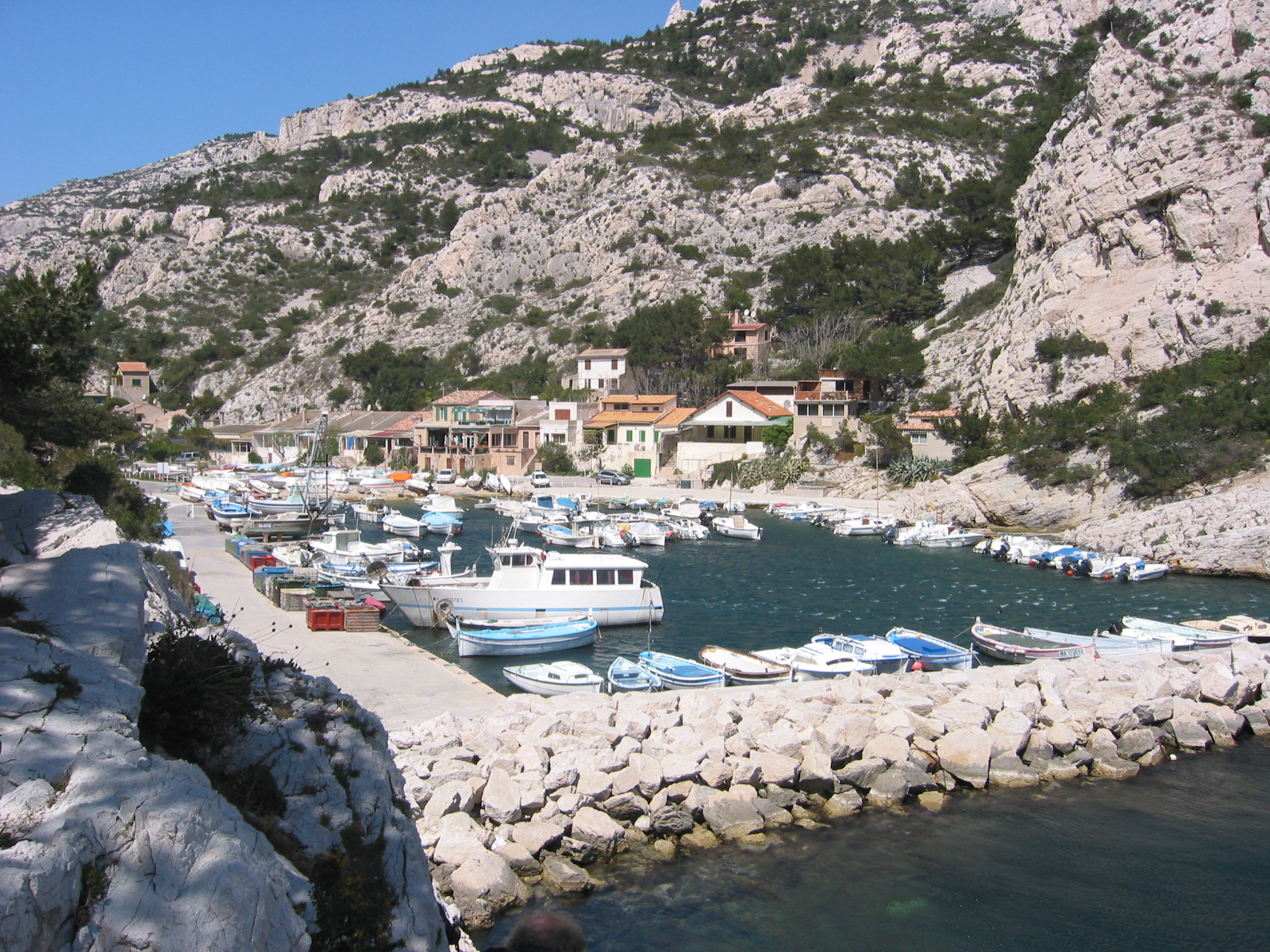
Calanque habitée de Morgiou.

Aux XVIIIe et XIXe siècles, des batteries militaires sont construites sur le littoral et les îles, pour lutter contre la piraterie et principalement les attaques et incursions de la marine anglaise : fortin du cap Morgiou, batterie de Marseilleveyre, du cap Croisette, du Four de Caux, île de Riou.
À partir du XIXe siècle, les activités de pêche et de pâturage décroissent progressivement, au profit d'activités industrielles et artisanales : exploitation de pierre, extraction de chaux et ciment, fabrication de charbon de bois. Le cœur du massif est finalement délaissé par les activités humaines. Sur le littoral et le long des routes, des usines chimiques sont construites au début du XIXe siècle (Callelongue, Saména, Goudes, Montredon) pour la production de soude, plomb, soufre, etc, avec leurs cheminées rampantes. En 1898 est construit le grand émissaire, déversant les eaux usées de Marseille dans la calanque de Cortiou. Les industries ont progressivement disparu à la fin du XXe siècle, laissant subsister des vestiges (cheminées, ruines) et des friches polluées (dont les cheminées rampantes), parfois transformés en décharges.
À partir du début du XXe siècle, le cœur du massif des Calanques commence peu à peu à être fréquenté par les promeneurs, à l'instigation notamment des Excursionnistes marseillais (1897) et du Club alpin qui font la promotion de ce loisir et aménagent des refuges et sentiers de randonnée. Sur le littoral et dans les calanques habitées, de Cassis aux Goudes, l'activité de pêche artisanale périclite à partir du tout début des années 1950, transformant progressivement les hameaux de pêcheur en ports de plaisance et destinations touristiques (cabanons). À la suite du crash d'un avion en 1946 en terrain difficile d'accès, les secours dans les Calanques sont assurés depuis les années 1950 par une section spécialisée en techniques de secours en montagne du bataillon de marins-pompiers de Marseille, actuellement le groupe SOS GRIMP.

## Activités

### Tourisme

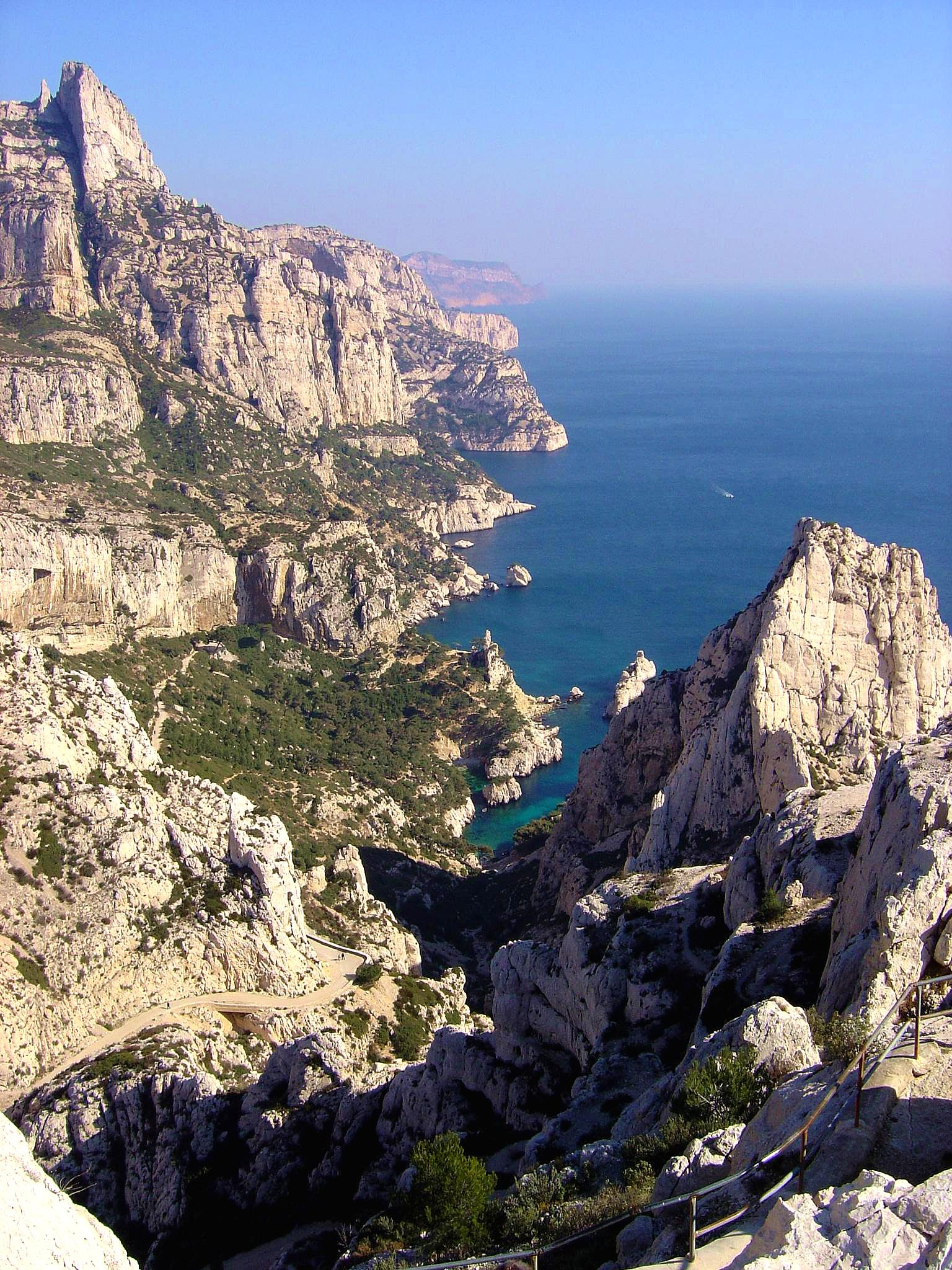
Calanque de Sugiton (au centre à droite : l'aiguille de Sugiton, en haut à gauche : la Grande Candelle, au fond les falaises de Cassis).

En 2008, les Calanques ont reçu deux millions de visiteurs, à terre et en mer. C'est pourquoi, après des années d'une difficile gestation, le parc national des Calanques est créé en avril 2012, devenant ainsi le 10e parc national français. En 2020, les Calanques connaissent un pic de fréquentation  estimé à plus de trois millions de visiteurs sur 12 mois et hors période de confinement lié à la pandémie de Covid-19.
Comme d'autres lieux pouvant nécessiter une régulation des flux touristiques, les Calanques sont victimes de leur succès et du phénomène de surtourisme, qui a donné lieu en 2023 à une réflexion publique et un plan gouvernemental.
Chaque année, 3 millions de personnes visitent le parc naturel des Calanques et se concentrent sur les lieux les plus populaires, amenant dès 2019 le président Didier Réault à réguler la fréquentation sans l’interdire, en demandant « aux visiteurs de faire un minimum d’effort pour découvrir la nature ».
En  été, le taux de fréquentation des calanques dépasse ainsi le seuil acceptable de quelques centaines de visiteurs sur chaque site, avec des pics de 2 000 personnes/jour sur certaines plages. Ce phénomène affecte également les sites d'escalade faciles d'accès, de plongée ou de mouillage de bateaux. Cette problématique entraîne la mise en place d'une politique visant à maîtriser les flux de visiteurs et à repousser les modes de déplacement à moteur (voitures, motos, bateaux). À ces mesures, s'ajoute la mise en place à l'été 2022, décidée par le parc national, d'un quota de visiteurs de la calanque de Sugiton, la plus touchée par la surfréquentation,.

#### Promenades et randonnées pédestres
Le massif attire toute l'année de nombreux visiteurs et randonneurs grâce au vaste choix de sentiers suspendus entre mer et reliefs accidentés. Le GR 51 - 98 traverse le massif des Calanques d'ouest en est. Cet espace préservé à proximité de villes importantes concentre les problèmes de surfréquentation en milieu naturel fragile.
Comme le précise la carte IGN « Les Calanques, Parc national », bien qu'en bord de mer, le massif des Calanques présente des risques similaires à ceux d'un terrain de montagne : les chemins sont escarpés, certains passages sont risqués pour un marcheur inexpérimenté, d'autres sont vertigineux et dangereux en cas de mistral avec un risque de déséquilibre, notamment sur les crêtes et le long des sentiers exposés (Devenson, val Vierge, col des Charbonniers, Cap-Gros, etc.). 

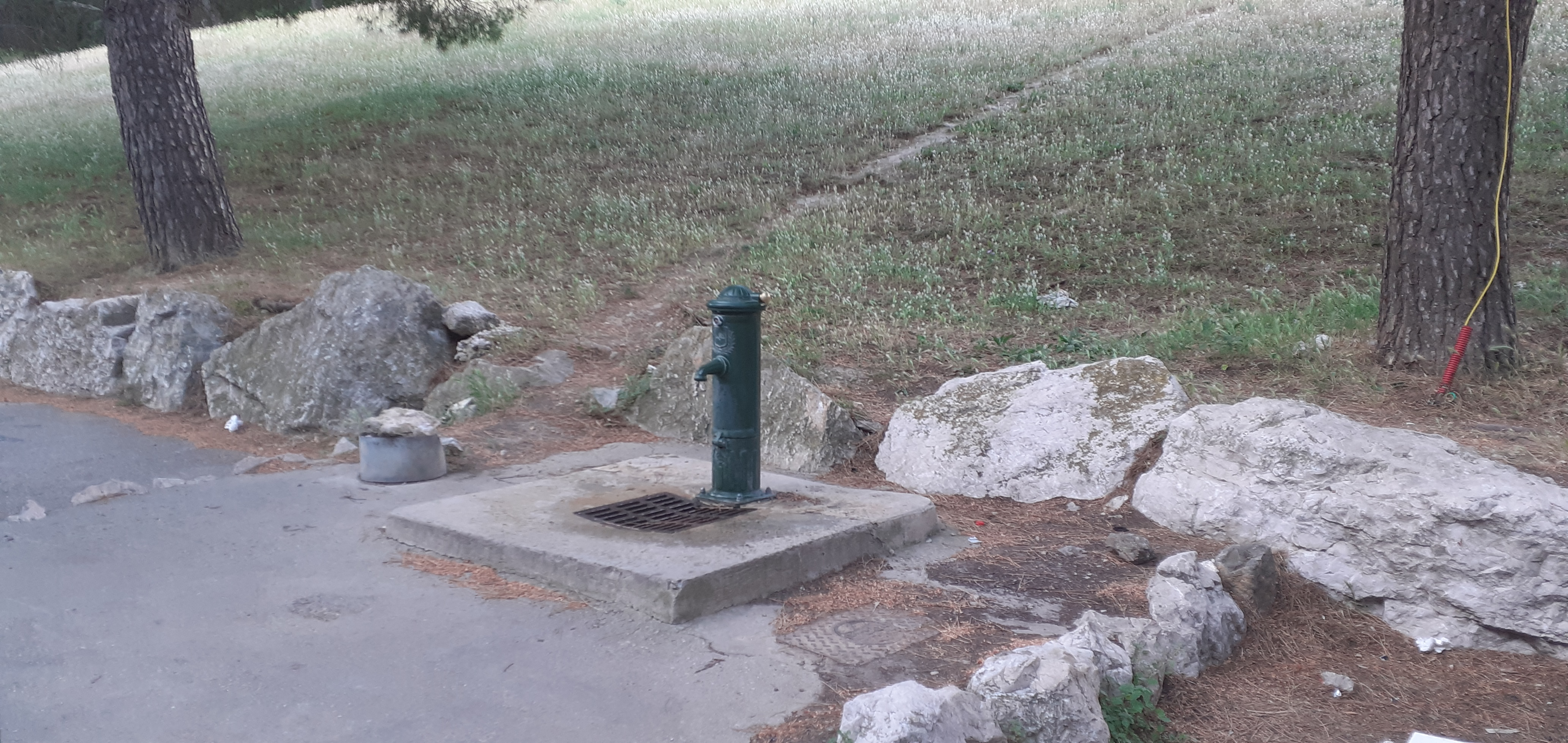
Fontaine du parking de la Cayolle sur le chemin de Sormiou

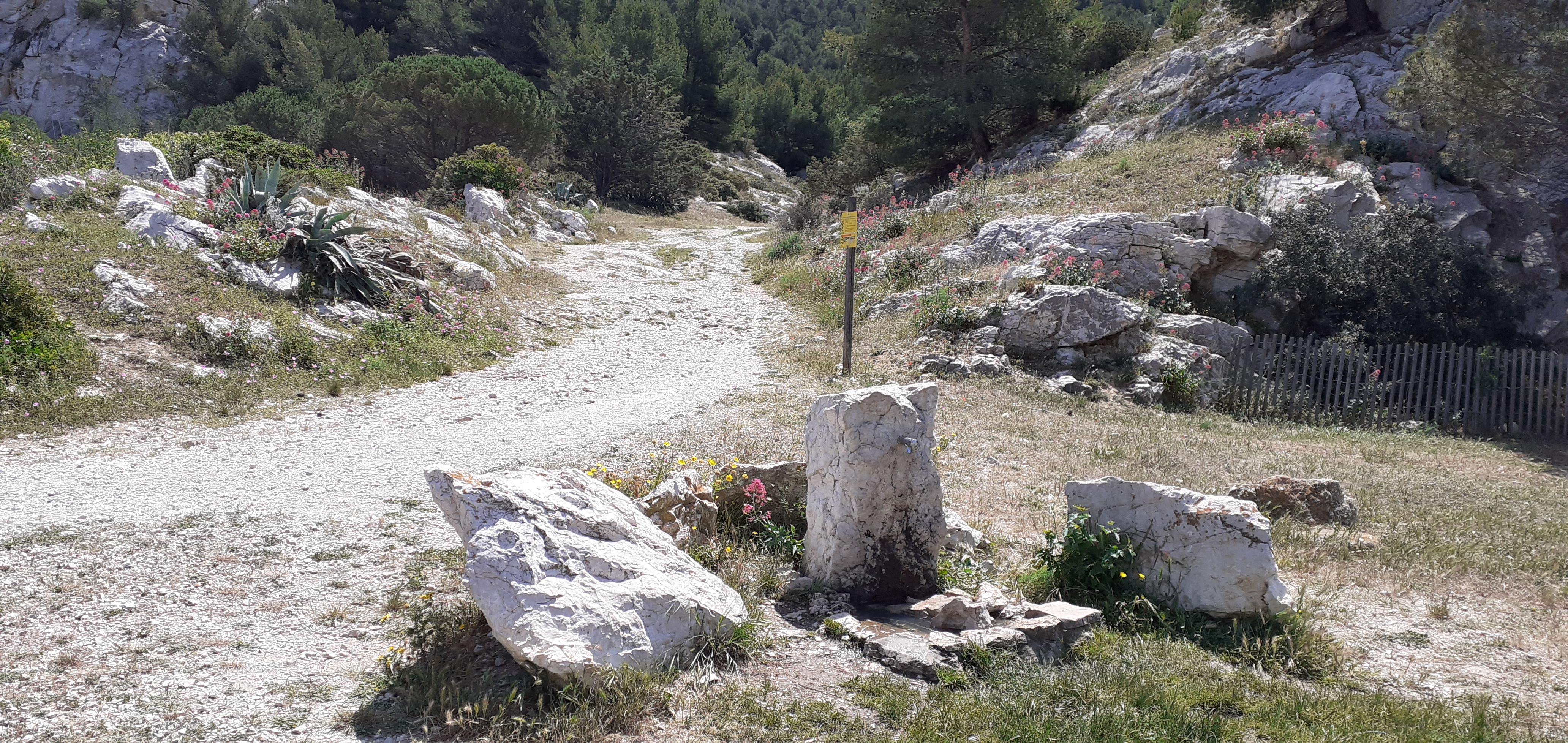
Fontaine au départ du GR 51-98 (Madrague de Montredon)

Dans un environnement où l'ombre est rare, quelques points d'eau ont été répertoriés (exception faite des débits de boissons), notamment dans la périphérie du massif : 
- une fontaine d'eau potable près de la barrière de Luminy[43] (départ du sentier de découverte) ;
- une fontaine d'eau potable sur le parking de la Cayolle[44] (chemin de Sormiou) ;
- une fontaine sur la place des Baumettes, le long du chemin de Morgiou. Une deuxième fontaine, plus récente, à proximité de l'arrêt de bus (terminus) « Les Baumettes » de la ligne 22 ;
- une fontaine au départ du GR 51-98 au-dessus de la Madrague de Montredon, à proximité d'un terrain de pétanque (parc Adrienne-Delavigne) ;
- deux fontaines dans le village des Goudes, l'une au carrefour boulevard Alexandre Delabre/rue Désiré Pelaprat [45], l'autre au carrefour boulevard Alexandre Delabre/rue de la Fontaine ;
- une fontaine  d'eau potable à la calanque de Callelongue, au-dessus du port et en face du terminus du bus 20[46],[47];
- une fontaine à l'extrémité du boulevard de la Grotte-Rolland, au départ du sentier de randonnée[48] ;
- une citerne au sommet du Cap-Gros[49], avec une eau dont la pérennité et la potabilité ne sont pas garanties ;
- quelques zones de ruissellement d'eau impropre à la consommation : Grand Malvallon, fontaine de Voire, etc.

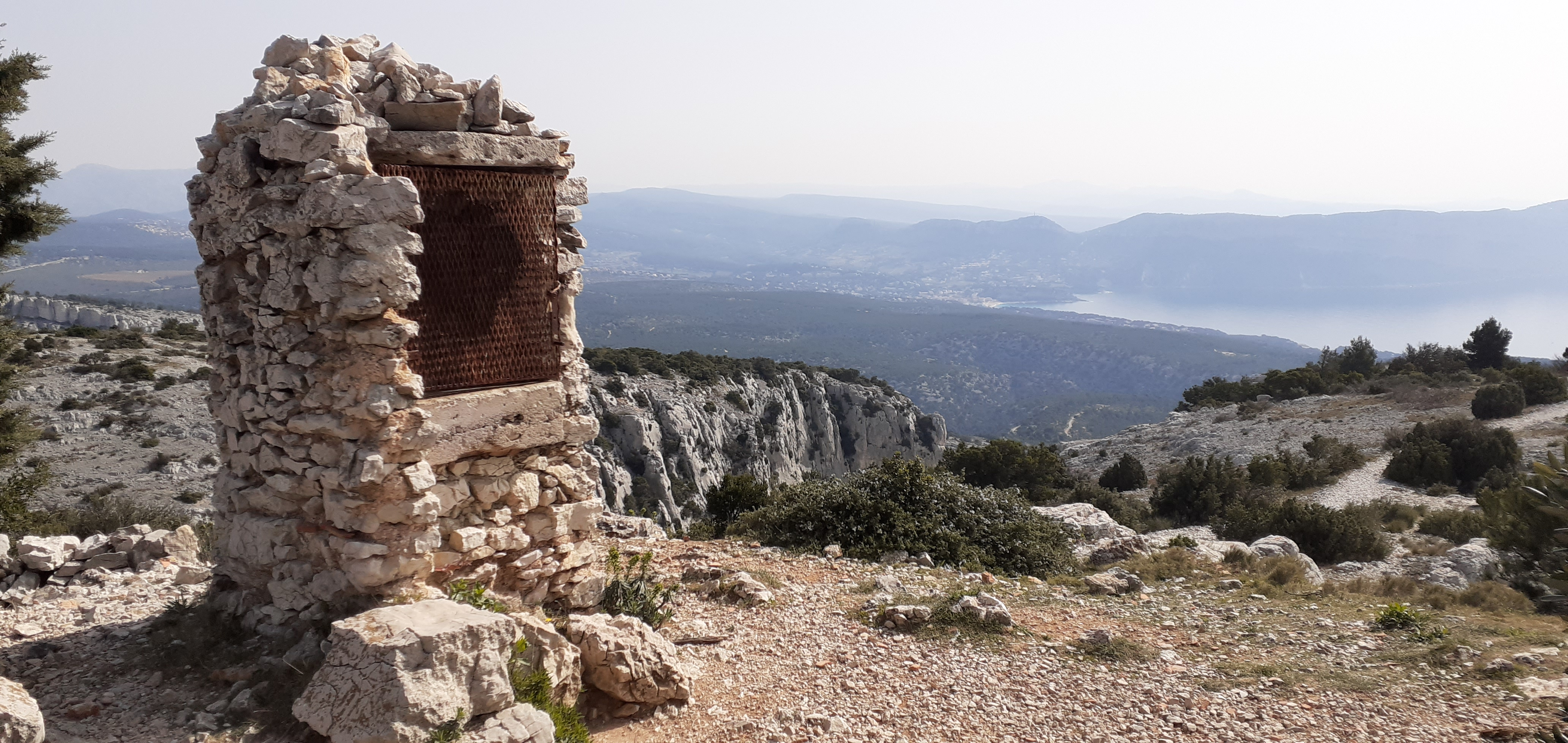
Le puits du Cap-Gros avec la baie de Cassis dans le lointain.

Plusieurs itinéraires permettent de réaliser la traversée du massif d'ouest en est :
- de la calanque de Callelongue jusqu'à Cassis, il faut compter jusqu'à 12 h de marche pour parcourir toutes les calanques au plus près du bord de mer ;
- de Callelongue à la calanque de Port-Miou (21 km, 1 000 m de dénivelé positif), il faut compter 6 h 30 de marche effective par le sentier de grande randonnée GR 51-98, plus direct, ce qui rend cet itinéraire réalisable en hiver sur une journée (compter 1 h 15 supplémentaire avec un départ depuis le parking de la Madrague de Montredon). Ce parcours peut également être réalisé sur deux jours, avec arrêt et reprise au col de Sugiton facilement accessible depuis le campus de Luminy (lignes de bus vers le centre-ville de Marseille) et situé au milieu de la traversée[50].

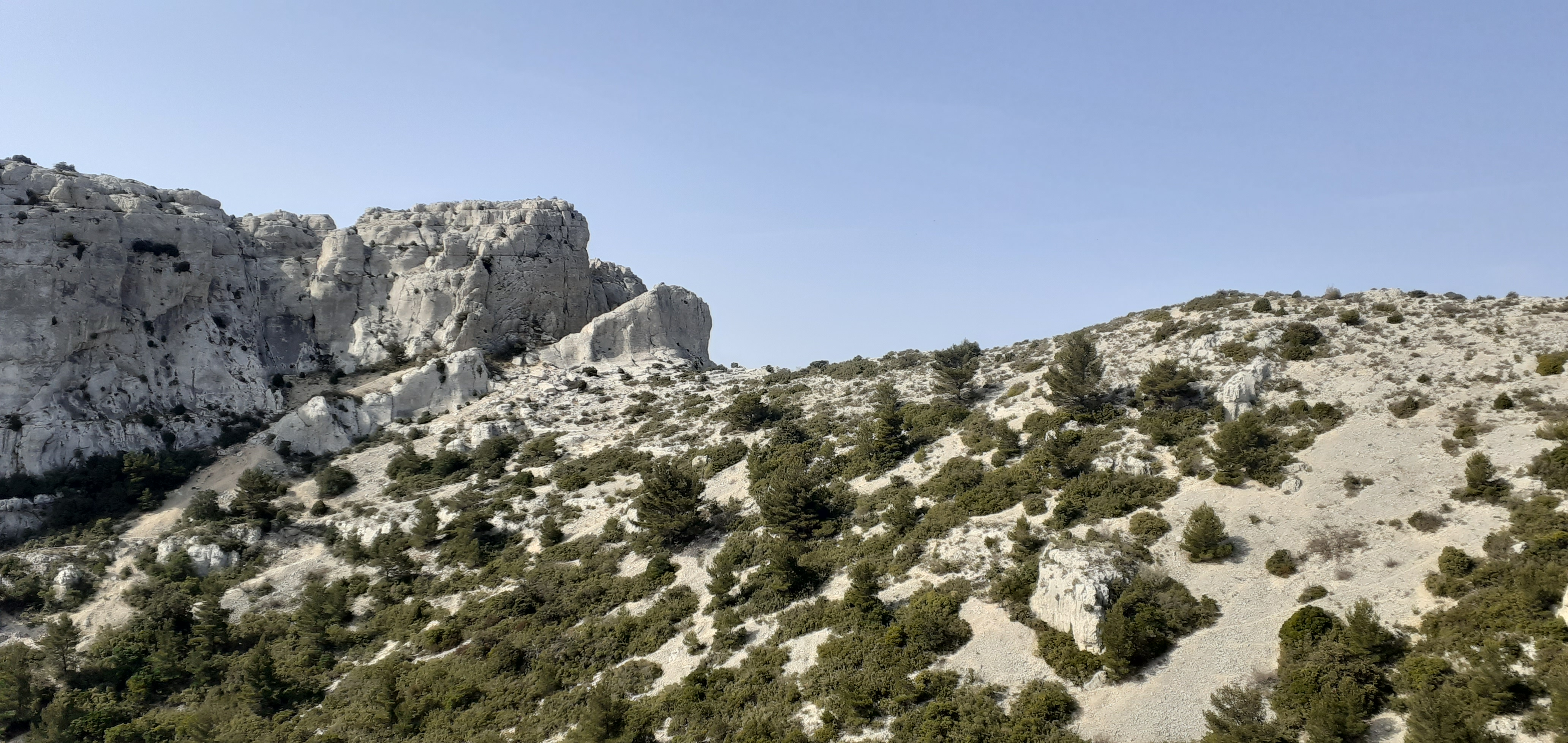
Vue sur le col de la Candelle (GR 51-98) au centre, à sa gauche le Candelon et la face Nord de la Candelle.

Des parcours plus courts, de quelques heures à la demi-journée, permettent de rallier quelques-uns des points de vue sur le massif (sommet de Marseilleveyre ou du mont Puget, belvédère de Sugiton, col de la Candelle, belvédère d'En-Vau, etc.).
Quelques panneaux indicateurs sont implantés sur les lieux de passage très fréquentés par le public. Pour les randonneurs, un marquage à la peinture jalonne les sentiers de randonnée. Les calanques de Callelongue, Sormiou, Morgiou sont habitées et accessibles par des routes réglementées. Outre les accès par la mer, les « portes » d'entrée terrestres dans le massif sont nombreuses : Montredon, les Goudes, Callelongue, la campagne Pastré, le Roy d'Espagne, la Cayolle, les Baumettes, Luminy, 
le col de la Gineste, la Gardiole,  Cassis, etc.

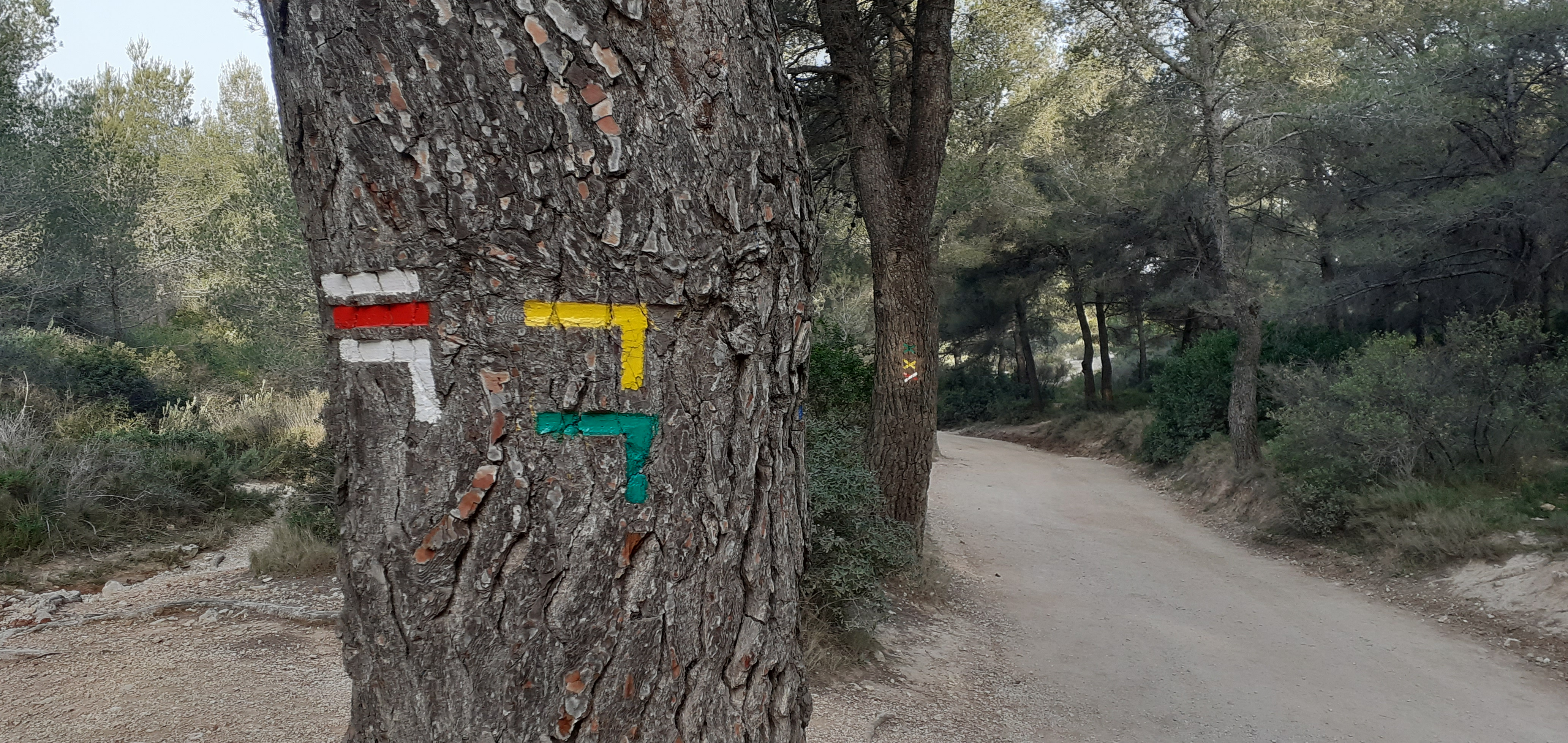
Balisage de randonnée indiquant un changement de direction à gauche du sentier commun aux parcours vert, jaune et GR avec en second plan un marquage (croix) qui signale une mauvaise direction.

Le balisage des sentiers de randonnée dans les Calanques est constitué d'un marquage à la peinture au sol sur des rochers affleurants ou placé sur des points caractéristiques visibles de loin. Un code couleur spécifique (bleu, vert, rouge, jaune, brun, noir et rouge/blanc pour le GR) associé à une signalétique (traits, pointillés, croix) complétée d'une numérotation (de 1 à 7) permettent d'identifier clairement chaque itinéraire. Le balisage du terrain est repris intégralement sur la carte topographique IGN série verte (échelle 1/15 000) « Calanques, parc national » et permet ainsi une orientation instantanée sans recourir à la boussole ou à l'altimètre par temps clair. La carte indique en outre les points dangereux ou difficiles qui caractérisent certaines randonnées. 

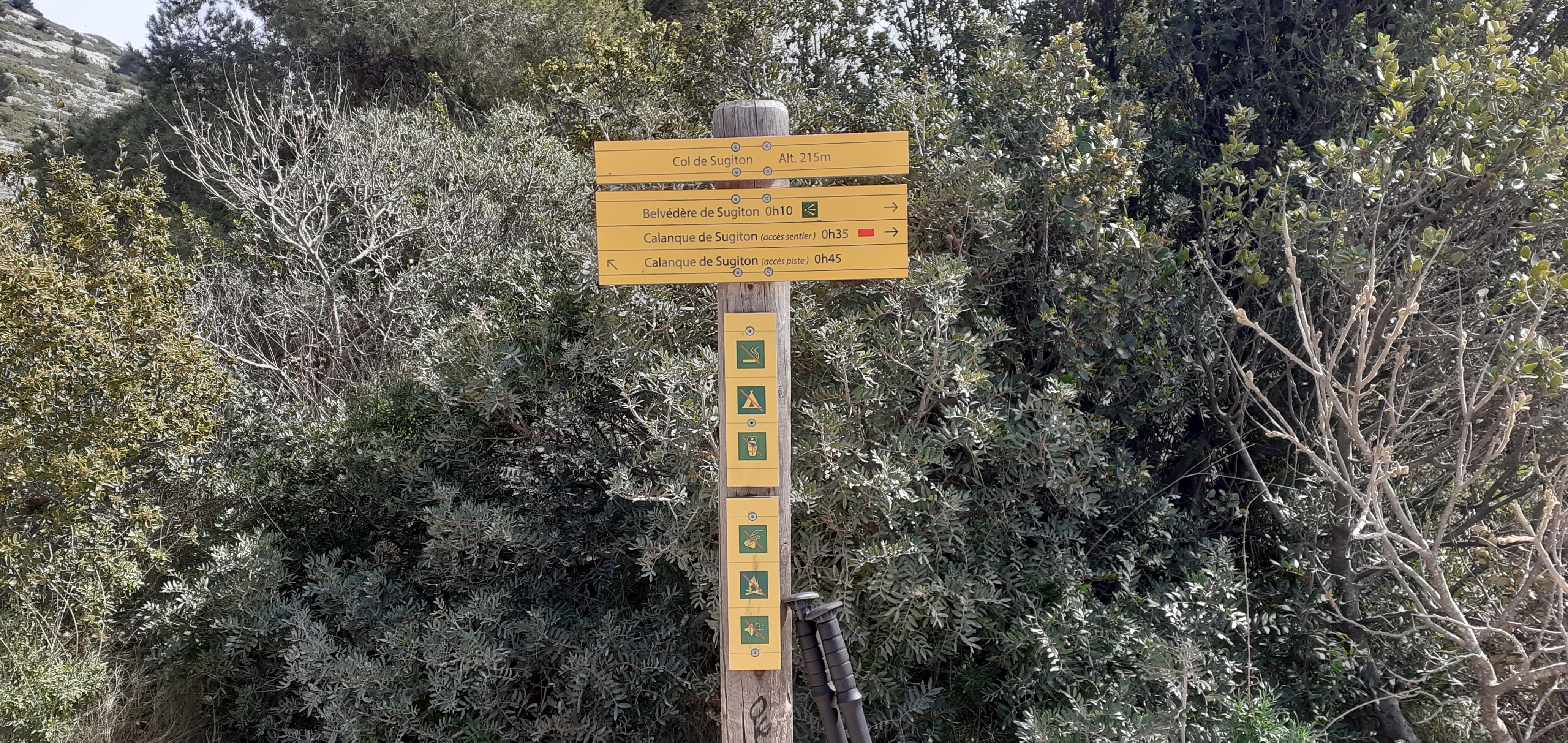
Signalisation directionnelle en complément du balisage de randonnée au sein d'un réseau d'itinéraires dense (col de Sugiton).

Outre sa fonction d'aide à l'orientation, le balisage permet aussi de canaliser les randonneurs sur des sentiers entretenus et aménagés afin de limiter  l'érosion des sols ou la destruction d'espèces végétales protégées hors des sentiers répertoriés.  
Compte tenu de la forte fréquentation de ce massif par les promeneurs et randonneurs, le sol constitué de roche calcaire polie par les nombreux passages peut être très glissant. Les entrées maritimes, parfois soudaines, peuvent donner un caractère très montagnard à la randonnée avec une apparition de brouillard et une baisse sensible des températures selon la saison. 
En raison des risques d'incendie, l'accès au massif des Calanques est réglementédu 1er juin au 30 septembre (accès limité en période de forte chaleur, interdiction totale en cas de vent, etc.). Chaque année, un arrêté préfectoral définit la durée et la nature des interdictions, qui sont ensuite modulées jour après jour en fonction des conditions météorologiques et consultables sur le site du parc national. 
La calanque des Pierres-Tombées, qui doit son nom à l'enchevêtrement d'énormes blocs de rocher sur la plage, se trouve dans le prolongement de celle-ci vers l'est ; son accès a été interdit en février 2006 par arrêté municipal à la suite d'un éboulement mortel. Son accès est à nouveau autorisé. Cependant, en raison de la surfréquentation de ce site, le parc a instauré pour la période estivale un quota de visiteurs pour cette calanque et celle de Sugiton avec un système de réservation effectuée sur internet à partir du 26 juin 2022 et renouvelable d'une année sur l'autre.
Certains secteurs sont exposés aux chutes de pierres : des panneaux d'interdiction préviennent les visiteurs des risques encourus, certains sentiers peuvent être interdits d'accès, définitivement ou temporairement.

#### Escalade

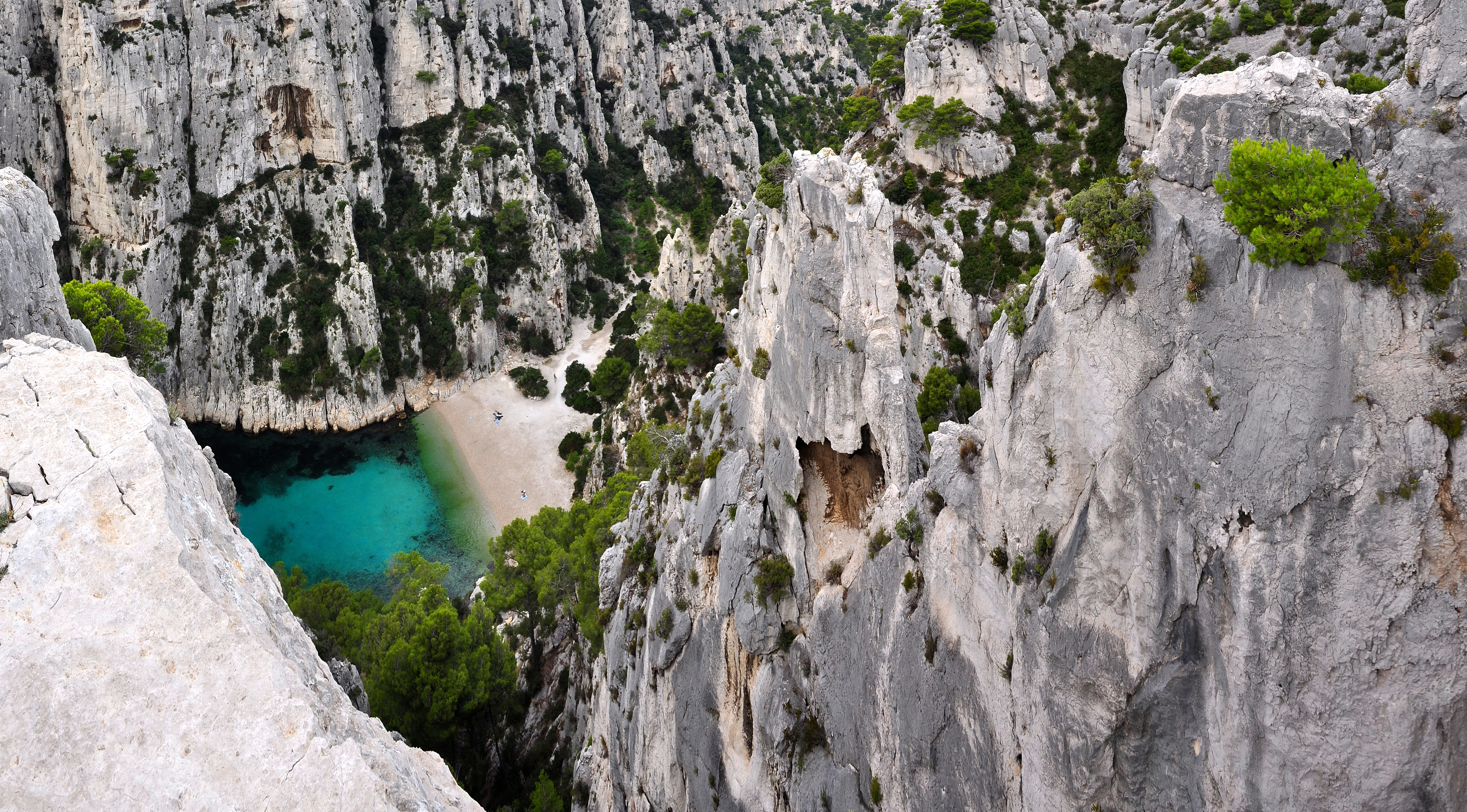
Falaises de la calanque d'En-Vau propices à la pratique de l'escalade.

Les falaises calcaires des Calanques deviennent un site d'escalade dès la fin du XIXe siècle, marqué par l'ascension en 1879 du sommet de la Grande Candelle par le consul britannique Francis W. Mark. Dès cette époque, elles constituent un terrain d'entrainement à l'alpinisme pour les Excursionnistes marseillais et la section locale du Club alpin. À partir des années 1900, les lieux reculés sont explorés (Val Vierge, Devenson, Castelvieil) et les principaux sommets et aiguilles sont gravis : rocher des Goudes (1900), aiguille de Sugiton (1903), aiguille de Sormiou (1904). Dans les années 1920, de grandes voies sont ouvertes le long des fissures et des arêtes, comme l’arête de Marseille (1927) ou l’arête de la Cordée (1928).
À partir des années 1930, des voies difficiles sont ouvertes et des alpinistes marseillais comme Édouard Frendo (1910-1968), Gaston Rébuffat (1921-1985), Georges Livanos (1923-2004) s'illustrent dans de célèbres ascensions alpines. Ultérieurement, des voies extrêmement techniques sont ouvertes en escalade artificielle sur des parois compactes ou déversantes, notamment à la grotte de l'Ermite, aux toits de Sugiton et à la paroi de la Concave,.
À partir des années 1960, c'est l'essor de l'escalade libre avec l'influence de grimpeurs américains (Hemming, Robbins, Harlin) incarnée à En-Vau par l'éperon des Américains. Les progrès réalisés dans le matériel d'escalade et l'apparition des chaussons d'escalade particulièrement adaptés au rocher des Calanques permettent aux grimpeurs de repousser leurs limites avec l'ouverture d'itinéraires toujours plus audacieux.
À partir des années 1970-1980, de très nombreuses voies sont équipées pour l'escalade sportive et la réputation des Calanques s'étend en France et en Europe. Des grimpeurs français s'illustrent dans des voies d'escalade libre de plus en plus difficiles, à l'instar de Patrick Edlinger dans Nymphodalle (7c, 1979), jusqu'au neuvième degré avec François Legrand dans Robi in The Sky (9a, 2000). L'équipement de nouvelles voies se poursuit au cours des décennies suivantes, financé par les clubs et collectivités locales. La création du parc national entraîne une interdiction d'équiper de nouvelles voies et des mesures de protection de la faune et flore (sentiers d'accès, falaises de nidification),.
Avec environ 3 400 voies répertoriées (2 400 sportives et 1 000 d'aventure), des accès faciles et un climat favorable en toutes saisons, les Calanques sont aujourd'hui l'un des plus célèbres sites d'escalade en France et en Europe.

#### Naturisme
Le naturisme, phénomène social contemporain, est apparu en 1929 dans les Calanques de Marseille à la suite de conférences et publications d'un médecin marseillais, le docteur Joseph Poucel (1881-1971), hygiéniste réputé et l'un des pionniers du naturisme français. Sans autorisation officielle ni interdiction, le naturisme est pratiqué aujourd'hui en de nombreux points des calanques, depuis l'entrée du massif jusqu'à Port-Pin, en passant par la Lècque, au pied de la calanque de l'œil de verre, et même à l'intérieur du massif par certains adeptes de la randonnue.

#### Navigation de plaisance
Le massif des Calanques est très fréquenté car il est facilement accessible, notamment depuis la mer. Afin de limiter cette hyperfréquentation, un certain nombre de mesures sont à l'étude, en particulier celles concernant l'accès au littoral par certaines catégories de bateaux.
Par ailleurs, le mouillage des bateaux est désormais réglementé voire interdit sur certains sites du parc.
La visite des Calanques peut s'effectuer sous forme de circuits en bateau, de durée et de longueur variables, proposés par des compagnies maritimes au départ de Marseille ou de Cassis.

#### Plongée sous-marine
La pratique de la plongée sous-marine est autorisée sous réserve de respecter la « charte plongée » et la réglementation nautique pour la protection de la biodiversité. C'est à Sormiou que le commandant Cousteau et d'autres figures de la plongée sous-marine ont mis au point le matériel de plongée et réalisé leurs premières explorations.

#### Vélo et VTT
Depuis novembre 2021, la pratique du vélo et du VTT dans le parc est réglementée.

### Gestion du massif
L'essentiel des Calanques se trouve sur le territoire communal de la ville de Marseille (8e et 9e arrondissements). Seule la calanque de Port-Miou est sur le territoire de la commune de Cassis.

#### Protection au titre des sites classés
Le massif des Calanques et l'archipel de Riou forment un site classé depuis 1975 pour la terre, et depuis 1976 pour la bande maritime des 500 mètres. La surface de l’ensemble du site est d’environ 7 200 hectares, 5 585 terrestres et 2 207 marins.
Dans le courant de l'année 2007, l'ONF et la Fédération française de la montagne et de l'escalade (Comité départemental 13) ont mis en place un nouveau schéma d’accès aux voies d'escalade du site de la Candelle, dans le but de « concilier la pratique de l'escalade avec la protection des milieux naturels remarquables ».

#### GIP des Calanques
85 % du massif appartenant à des propriétaires publics, un groupement d'intérêt public (GIP) est créé par l'État, la ville de Marseille, le département des Bouches-du-Rhône, la région PACA, les associations et les propriétaires privés, le 17 décembre 1999.
Son objectif est double : concertation sur les mesures de protection et préparation du projet de parc national des Calanques. Le GIP des Calanques, constitué pour huit ans, est la première structure dans le domaine de l’environnement. Son action s'est achevée avec la création du parc en 2012.

#### Parc national des Calanques
Depuis le 18 avril 2012, par décret du Premier ministre, ce site devient le dixième parc national français.

#### Approche générale
- Henry Augier, Les Calanques : parc national, un siècle de combats et d'espérances, Paris, Sang de la terre, 2013, 303 p. (ISBN 978-2-86985-308-9) : description exhaustive (géologie, naturel, histoire humaine...)

### Paysages et géologie
- N. Charles, J.-J. Blanc, J. Collina-Girard et R. Monteau, Guide des curiosités géologiques du parc national des Calanques, BRGM Editions, 2021, 139 p. (ISBN 978-2-7159-27377, lire en ligne)
- J. Collina-Girard, « Les climats froids du Quaternaire et leurs témoignages dans le massif des Calanques », La géologie des Bouches du Rhone, Roches et paysages remarquables., BRGM Editions,‎ 2020, p. 161-171
- J. Collina-Girard, « Roches et paysages du massif des Calanques et de ses archipels », Géologie des Bouches-du-Rhône, Roches et paysages remarquables., BRGM Editions,‎ 2020, p. 253-271

#### Histoire humaine
- Carole Romey, « Histoire des paysages et de l’occupation humaine du massif des Calanques depuis 300 000 ans », thèse de géosciences de l'environnement, 2013 lire en ligne

#### Activités contemporaines
- J.Collina-Girard, La Provence immergée, Plongées à Marseille et ses abords, éditions des Presses du Midi, Toulon, 2012
- André Bernard & co, Escalade : Les Calanques, 2004  (ISBN 2-9516987-4-7)
- [PDF] Histoire des Calanques, Bleu Évasion